# Gouvernement Pierre-Joseph-Olivier Chauveau
Québec
Ministère Belleau et Macdonald Gouvernement Gédéon Ouimet
Le mandat du gouvernement de Pierre-Joseph-Olivier Chauveau, premier premier ministre du Québec, s'étendit du 15 juillet 1867 au 26 février 1873.

## Caractéristiques
Plusieurs contemporains accusent le gouvernement Chauveau de n'être qu'une succursale du gouvernement conservateur fédéral. Pour eux, c'est Georges-Étienne Cartier qui le dirige par personne interposée. La critique ne vient pas seulement du Parti libéral mais également de l'aile ultramontaine du Parti conservateur. Celle-ci, qui désire que l'Église ait la mainmise sur les principales institutions de la société (hôpitaux, écoles), ne voit pas d'un bon œil la création d'un ministère de l'Instruction publique qui pourrait être la première étape d'un contrôle de l'État sur l'éducation.

## Chronologie
- 15 juillet 1867: le cabinet Chauveau prête serment à la résidence officielle du lieutenant-gouverneur Narcisse-Fortunat Belleau.
- Septembre 1867: le gouvernement Chauveau remporte les premières élections générales québécoises de la Confédération avec 50 députés sur 65.
- Novembre 1867 : Chauveau fait connaître les membres du premier Conseil législatif du Québec, dont Charles-Eugène Boucher de Boucherville est le président.
- 24 décembre 1867-24 février 1868: première session de la 1re législature. Christopher Dunkin annonce, pour la période allant du 1er juillet 1867 au 1er janvier 1869, des recettes de 2 660 000 $ et des dépenses de 2 000 000 $.
- 14 avril 1869: adoption d'une loi divisant le Conseil de l'Instruction publique en un comité catholique et un comité protestant, afin de mieux structurer le réseau scolaire anglophone.
- 1870: adoption d'un nouveau Code municipal.
- Été 1871: nouvelles élections générales, remportées par Chauveau.
- 26 février 1873: Chauveau est nommé président du Sénat à Ottawa. Gédéon Ouimet lui succède comme premier ministre.

## Composition
| Rôle                                                | Titulaire                      |
| --------------------------------------------------- | ------------------------------ |
| Premier ministre                                    | Pierre-Joseph-Olivier Chauveau |
| Secrétaire provincial                               | Pierre-Joseph-Olivier Chauveau |
| Ministre de l'Instruction publique                  | Pierre-Joseph-Olivier Chauveau |
| Trésorier provincial                                | Christopher Dunkin (1867)      |
| Trésorier provincial                                | Joseph Gibb Robertson (1868)   |
| Solliciteur général                                 | George Irvine                  |
| Procureur général                                   | Gédéon Ouimet                  |
| Commissaire de l'Agriculture et des Travaux publics | Louis Archambeault             |
| Commissaire des Terres de la Couronne               | Joseph-Octave Beaubien         |